# Zazdrość i medycyna
Zazdrość i medycyna – druga powieść Michała Choromańskiego wydana w 1933 r. w warszawskim wydawnictwie „Gebethner i Wolff”, dedykowana Rafałowi Malczewskiemu.
Jej akcja rozgrywa się w nieokreślonym mieście, obejmuje jeden tydzień i osnuta jest wokół chorobliwych rozterek bogatego przemysłowca Widmara, podejrzewającego swą żonę o romans z miejscowym chirurgiem Tamtenem. Utwór stanowiący dociekliwe psychoanalityczne studium erotycznych stosunków męsko-damskich, zawiera pierwiastki mizoginiczne. Początek powieści stanowi opis finalnego zdarzenia, z następującym przejściem do szerokiej retrospekcji, przedstawiającej w szczegółach wypadki stopniowo wyjaśniające całą intrygę. W ich opisywaniu pojawiają się też ujęcia symultaniczne.
Uhonorowana Nagrodą Młodych Polskiej Akademii Literatury, powieść zyskała znaczną popularność czytelniczą, głównie dzięki stworzeniu w niej aury sensacji i niesamowitości, a także poprzez wprowadzony wątek medyczny, naturalistycznie ukazujący pracę personelu w miejskim Szpitalu Wszystkich Świętych. W ciągu kilkunastu lat przełożono ją na 18 języków (m.in. włoski, węgierski, portugalski, rumuński, serbski, szwedzki, estoński).
Zekranizowana została pod tym samym tytułem przez Janusza Majewskiego w 1973.